# Liudvînivka, Ovruci
Liudvînivka (în ucraineană Людвинівка) este un sat în comuna Rudnea din raionul Ovruci, regiunea Jîtomîr, Ucraina.

## Demografie
Componența lingvistică a localității Liudvînivka
     Ucraineană (100%)
Conform recensământului din 2001, toată populația localității Liudvînivka era vorbitoare de ucraineană (100%).